# Carl David Tolmé Runge
Carl David Tolmé Runge (Brema, 30 agosto 1856 – Gottinga, 3 gennaio 1927) è stato un matematico e fisico tedesco.

## Biografia
Il padre Julius era membro di un'importante famiglia di mercanti e verso il 1836 si trasferì nell'isola di Cuba, all'Avana, dove svolse anche la funzione di console danese. A Cuba conobbe Fanny Tolmé, figlia di un mercante inglese di ascendenze ugonotte e la sposò nel 1846. Successivamente la famiglia si trasferì a Brema, dove nacque Carl David e dove, nel 1864, morì il padre.
Nel 1880 conseguì il dottorato di ricerca in matematica a Berlino, dove studiò con Karl Weierstrass; nel 1886 divenne professore presso la Technische Hochschule.
I suoi interessi includevano la matematica, la spettroscopia, la geodesia e e l'astrofisica. Oltre alla matematica pura, svolse anche lavori sperimentali, come lo studio delle linee spettrali di vari elementi (insieme a Heinrich Kayser); era, inoltre, molto interessato all'applicazione di questo lavoro alla spettroscopia astronomica.
Nel 1904, su iniziativa di Felix Klein, si trasferì all'Università di Gottinga, dove rimase fino al suo pensionamento nel 1925.